# Lövhyddan
Lövhyddan är en tidigare småort i Danmarks socken i södra delen av Uppsala kommun. Lövhyddan ligger ungefär 5 km sydöst om centrala Uppsala, strax norr om småorten Danmark. Länsväg 282 passerar norr om området och E 4:an ligger direkt västerut härifrån. Från 2015 inkluderas området i Danmarks tätort.